# Pere Duran de Baldac
Pere Duran de Baldac   (Girona, segle XIII - Girona, 1321) fou un defensor de les doctrines cristianes herètiques de fra Bononat (defensor d'un moviment heterodox dels beguins) contra l’autoritat de l’Església, el matrimoni i la propietat.
Predicà a la ciutat de Girona, d'on era fill i provocà grans escàndols públics fins que fou processat pel bisbe Pere de Rocabertí i l'inquisidor Burguet, i condemnat a ser cremat públicament amb la seva muller Sicília l'any 1321.